# Lars Bystøl
Lars Bystøl, född 4 december 1978 i Voss, Hordaland fylke, är en norsk tidigare backhoppare och utövare i nordisk kombination. Han tävlade för Eldar IL och avslutade karriären 2009.

## Karriär
Lars Bystøl började sin idrottskarriär som utövare inom nordisk kombination. Under norska mästerskapen i nordisk kombination 1997 tog han en nionde plats i individuella tävlingen. Kort tid efter började Bystøl koncentrera sig om backhoppningen. Redan 2001 kom han med i norska landslaget och fick hoppa i världscupen första gången 19 januari 2002. 2002 vann han för första gången en medalj i norska mästerskapen i backhoppning, en bronsmedalj.
Under Skid-VM  2003 i Val di Fiemme tog Bystøl en bronsmedalj i laghoppningen tillsammans med lagkamraterna Tommy Ingebrigtsen, Sigurd Pettersen och Bjørn Einar Romøren. (Finland vann tävlingen före Japan.) I Skid-VM  2005 i Oberstdorf kvalificerade han sig åter til laghoppningen. I VM 2005 hoppades två lagtävlingar för första gången i VM-sammanhang.  Bjørn Einar Romøren, Sigurd Pettersen, Lars Bystøl och Roar Ljøkelsøy tog bronset i lagtävlingen i stora backen. Österrike vann tävlingen (österrikarna vann också lagtävlingen i normalbacken) före Finland.
4 januari 2006 vann Lars Bystøl en tävling i Tysk-österrikiska backhopparveckan/världscupen i Innsbruck. Det var 23 år sedan en backhoppare från Norge hade vunnit en tävling i världscupen (Per Bergerud vann världscuptävlingen i Engelberg, Schweiz 30 januari 1983). I världsmästerskapen i skidflygning i Kulm, Österrike, vann Norge lagtävlingen, med laget Bjørn Einar Romøren, Lars Bystøl, Tommy Ingebrigtsen och Roar Ljøkelsøy. Senare samma säsong deltog Lars Bystøl i alla backhoppstävlingarna under Olympiska spelen 2006 i Turin, Italien. Han vann tävlingen i normalbacken bara 1,0 poäng före Matti Hautamäki, Finland och 2,0 poäng före landsmannen Roar Ljøkelsøy. I stora backen tog han bronsmedaljen efter österrikarna Thomas Morgenstern och Andreas Kofler. I lagtävlingen hoppade Bystøl i det norska laget som tog bronest efter Österrike och Finland.
Lars Bystøl tävlade 6 säsonger i världscupen. Bästa säsongen var 2004/2005 då han blev nummer 10 totalt. Han blev som bäst nummer 10 sammanlagt i backhopparveckan säsongen 2003/2004. Han tävlade 3 säsonger i Sommar-Grand-Prix och var som bäst nummer 20 säsongen 2003. Bystøl blev norsk mästare i normalbacken i Lillehammer 2005. Han har också två silvermedaljer och tre bronsmedaljer i norska mästerskap, alla i individuella tävlingar.
22 september 2009 annonserade Lars Bystøl att han avslutat sin idrottskarriär.

## Övrigt
November 2008 bekräftade Lars Bystøl till veckotidningen Se og Hør att det förbjudna stoffet THC (Tetrahydrocannabinol) hittats i en dopingtest gjord i Vikersund, Norge. Han blev avstängd fyra månader från idrotten.